# Вратца
 Тази статия е за село Вратца.  За град Враца вижте Враца.  
Вратца е село в Западна България. То се намира в община Кюстендил, област Кюстендил.

## География
Село Вратца се намира в планински район, в западната част на Кюстендилската котловина, в северните склонове на планината Осогово и южно от планината Лисец, на шосето Кюстендил – Скопие, на 7 км западно от гр. Кюстендил.
Махали: Бърдото, Илчовска, Терзинска, Ливадска, Карчова, Атовска.
Климат – умерен, преходно-континентален.
До 1947 г. селото се нарича Вратца. През 1950 г. е преименувано на Мирово. През 1993 г. е върнато старото име на селото – Вратца.
През годините селото принадлежи към следните административно-териториални единици: община Жиленци (1883-1887), община Гърляно (1887-1889), община Жиленци (1889-1971) и община Кюстендил (от 1971 г.). 

## Население
| Година    | 1880 | 1900 | 1926 | 1934 | 1946 | 1956 | 1965 | 1975 | 1985 | 1992 | 2001 | 2010 | 2016 |
| Население | 543  | 707  | 774  | 920  | 874  | 761  | 618  | 491  | 417  | 355  | 281  | 221  | 202  |

## История
Няма запазени писмени данни за времето на възникване на селото. Предполага се, че е основано от преселници от Македония в края на XVIII век. През 1866 г. в селото има 62 домакинства и 456 жители.
В края на XIX век селото има 16 922 декара землище, от които 11 232 дка гори, 4097 дка ниви, 1550 дка естествени ливади и др. и се отглеждат 2280 овце, 561 говеда, 1139 кози и 115 коня. Основен поминък на селяните е дърводобив, земеделие и животновъдство. Развити са каменоделството и др. домашни занаяти. В селото има 8 воденици.
През 1910 г. е построена църквата „Свети Димитър“.
По време на Балканската война в 1912 година 2 души от селото се включват като доброволци в Македоно-одринското опълчение.
Училище в селото има още от 1868 г. През 1936 г. е построено ново училище.
През 1944 г. е учредена кооперация „Осогово“, която през 1952 г. преминава към „Наркооп“ – Кюстендил.
През 1956 г. е учредено ТКЗС „Христо Ботев“, което от 1960 г. е в състава на ДЗС – Кюстендил, а от 1979 г. е в състава на АПК „Осогово“ – гр. Кюстендил.
Селото е електрифицирано (1952) и водоснабдено (1972). Открити са смесен магазин, фелдшерски здравен пункт, селото е благоустроено.
След демократичния преход към пазарно стопанство, в селото се наблюдават активни миграционни процеси.

## Исторически, културни и природни забележителности
- Църква „Свети Димитър“ (1910 г.)
- Паметна плоча в местността „Дервено“, поставена на 25 април 1981 г. по повод залесяването на 500 000 дка нови гори в Кюстендилски окръг.

## Религии
Село Вратца принадлежи в църковно-административно отношение към Софийска епархия, архиерейско наместничество Кюстендил. Населението изповядва източното православие.

## Редовни събития
- Събор на първия ден на Великден
- Курбан на Св. Дух,
- Курбан на Св. Димитрий

## Отдих и туризъм
- Ваканционен комплекс от обновени селски къщи „Вратца-1“ Архив на оригинала от 2014-02-25 в Wayback Machine.